# Halifax (Massachusetts)
Pour les articles homonymes, voir Halifax.
Halifax est une ville de l’État du Massachusetts, au nord-est des États-Unis d’Amérique. La commune compte 7 500 habitants en l’an 2000. 